# 15. Division (Deutsches Kaiserreich)
Die 15. Division, für die Dauer des mobilen Verhältnisses auch als 15. Infanterie-Division bezeichnet, war ein Großverband der Preußischen Armee.

## Gliederung
Das Kommando stand bis zur Auflösung 1919 in Köln und die Division war Teil des VIII. Armee-Korps.

### Friedensgliederung 1914
- 29. Infanterie-Brigade in Aachen
  - Infanterie-Regiment „von Lützow“ (1. Rheinisches) Nr. 25 in Aachen
  - 10. Rheinisches Infanterie-Regiment Nr. 161 in Düren, Eschweiler und Jülich
- 30. Infanterie-Brigade in Koblenz
  - Infanterie-Regiment „von Goeben“ (2. Rheinisches) Nr. 28 in Koblenz
  - 6. Rheinisches Infanterie-Regiment Nr. 68 in Koblenz (Erbgroßherzog-Friedrich-Kaserne)
- 15. Kavallerie-Brigade in Köln

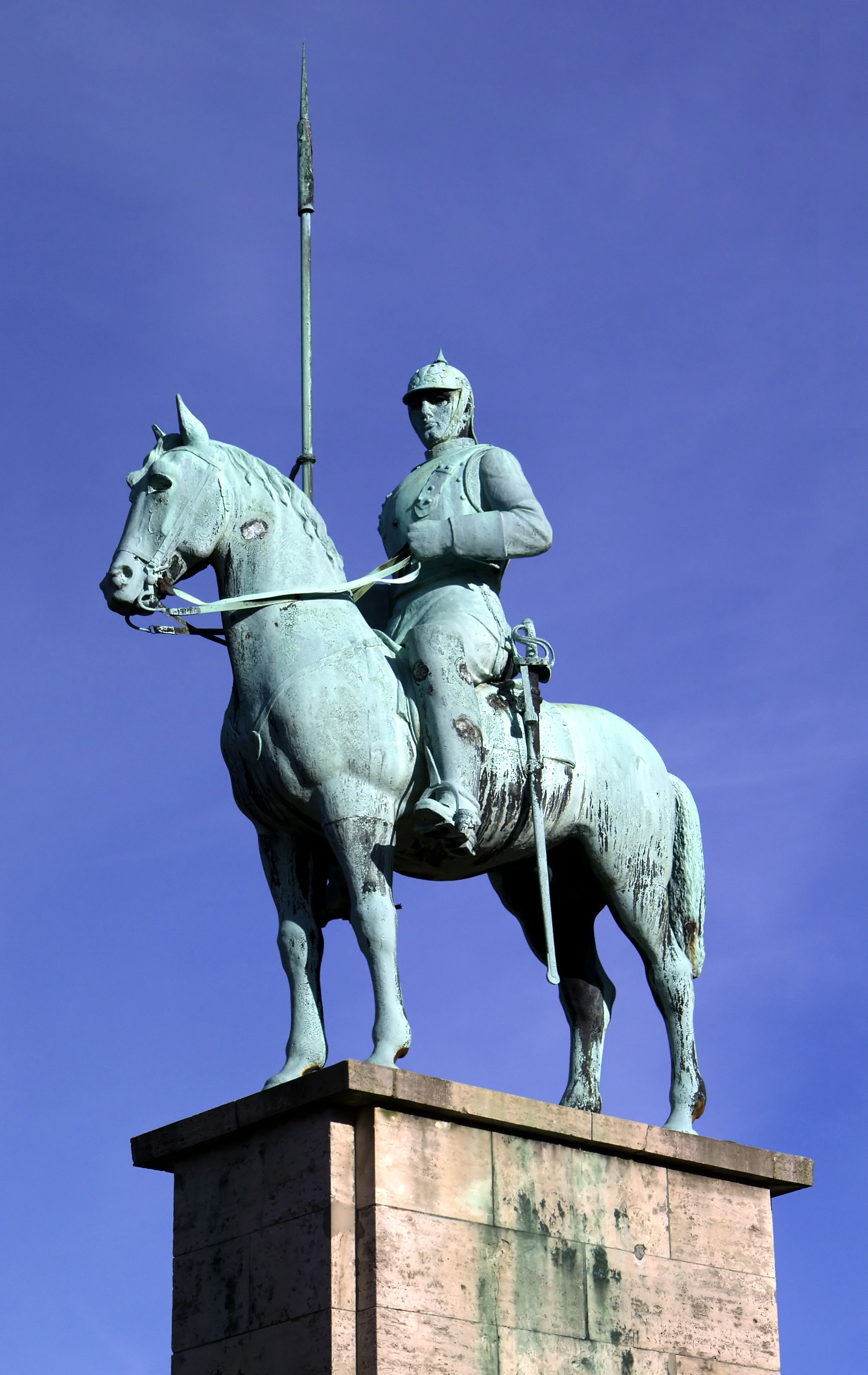
Denkmal des Kürassier-Regiments Nr. 8 in Köln-Deutz

- - Kürassier-Regiment „Graf Gessler“ (Rheinisches) Nr. 8 in Deutz
  - Husaren-Regiment „König Wilhelm I.“ (1. Rheinisches) Nr. 7 in Bonn
- 15. Feldartillerie-Brigade in Köln
  - Bergisches Feldartillerie-Regiment Nr. 59 in Köln-Riehl
  - 3. Rheinisches Feldartillerie-Regiment Nr. 83
- Landwehrinspektion Köln

### Kriegsgliederung bei Mobilmachung 1914
- 29. Infanterie-Brigade
  - Infanterie-Regiment „von Lützow“ (1. Rheinisches) Nr. 25
  - 10. Rheinisches Infanterie-Regiment Nr. 161
- 80. Infanterie-Brigade
  - 5. Rheinisches Infanterie-Regiment Nr. 65
  - 9. Rheinisches Infanterie-Regiment Nr. 160
- Kürassier-Regiment „Graf Gessler“ (Rheinisches) Nr. 8
- 15. Feldartillerie-Brigade
  - Bergisches Feldartillerie-Regiment Nr. 59
  - 3. Rheinisches Feldartillerie-Regiment Nr. 83
- 1. Kompanie/Pionier-Bataillon Nr. 8

### Kriegsgliederung vom 7. April 1918
- 80. Infanterie-Brigade
  - 7. Rheinisches Infanterie-Regiment Nr. 69
  - 9. Rheinisches Infanterie-Regiment Nr. 160
  - Infanterie-Regiment Nr. 389
  - 2. Eskadron/Husaren-Regiment „König Wilhelm I.“ (1. Rheinisches) Nr. 7
- Artillerie-Kommandeur Nr. 15
  - Bergisches Feldartillerie-Regiment Nr. 59
- Pionier-Bataillon Nr. 125
- Divisions-Nachrichten-Kommandeur Nr. 15

## Geschichte
Die Division wurde ursprünglich am 5. September 1818 als 16. Division errichtet und am 14. Dezember 1818 in 15. Division umbenannt.

### Deutsch-Französischer Krieg
Im Deutsch-Französischen Krieg kämpfte die Division unter anderem bei Mars la Tour, Gravelotte und bei Metz. Nach der Kapitulation von Metz folgten Kämpfe nördlich von Paris in der Schlacht an der Hallue und der Belagerung der Festung von Péronne. Spätere Kämpfe folgten bei Amiens und letztlich bei Saint-Quentin.

### Erster Weltkrieg

#### 1914
- 22. bis 23. August – Schlacht bei Neufchâteau
- 24. bis 29. August – Schlacht an der Maas
- 30. August bis 5. September – Verfolgung von der Maas zur Marne
- 06. bis 12. September – Schlacht an der Marne
- 13. September bis 19. Dezember – Stellungskämpfe in der Champagne
- 20. bis 30. Dezember – Schlacht bei Souain, Perthes-lès-Hurlus und Beausejour
- ab 31. Dezember – Stellungskämpfe in der Champagne

#### 1915
- bis 7. Januar – Stellungskämpfe in der Champagne
- 08. bis 13. Januar – Schlacht bei Perthes-lès-Hurlus und Beausejour
- 14. bis 31. Januar – Stellungskämpfe in der Champagne
- 01. bis 5. Februar – Schlacht bei Perthes-les-Hurlus
- 06. bis 15. Februar – Stellungskämpfe in der Champagne
- 16. bis 19. Februar – Schlacht bei Perthes-les-Hurlus
- 21. Februar bis 20. März – Winterschlacht in der Champagne
- 21. März bis 3. April – Stellungskämpfe in der Champagne
- 04. April bis 11. Mai – Reserve der OHL
- 13. Mai bis 30. Juni – Schlacht bei La Bassée und Arras
- ab 1. Juli – Kämpfe an der Aisne

#### 1916
- bis 27. September – Kämpfe an der Aisne
- 27. September bis 15. Oktober – Schlacht an der Somme
- 16. Oktober bis 5. November – Kämpfe an der Aisne
- 06. bis 10. November – Transport nach dem Osten
- ab 11. November – Stellungskämpfe am oberen Styr-Stochod

#### 1917
- bis 24. April – Stellungskämpfe am oberen Styr-Stochod
- 25. April bis 17. Mai – Stellungskämpfe vor Verdun im Abschnitt Loclont-Wald-Seuzey
- 18. bis 23. Mai – Reserve der Heeresgruppe Deutscher Kronprinz
- 24. bis 27. Mai – Doppelschlacht an der Aisne und in der Champagne
- 28. Mai bis 8. Juli – Stellungskämpfe am Chemin des Dames
- 10. Juli bis 24. September – Stellungskämpfe in Lothringen
- 25. September bis 4. Oktober – Stellungskämpfe vor Verdun
- 05. Oktober bis 19. November – Herbstschlacht in Flandern
- 20. November bis 7. Dezember – Grenzschutz an der belgisch-holländischen Grenze
- 08. Dezember – Stellungskämpfe in Flandern im Winter

#### 1918
- bis 23. März – Stellungskämpfe in Flandern im Winter
- 23. bis 29. März – Stellungskämpfe in Flandern und Artois
- 29. März bis 6. April – Große Schlacht in Frankreich
- 06. April – Sturm auf die Höhe vor Amigny, Oise-Übergang bei Chauny
- 07. April – Kämpfe im Niederwald von Coucy und an der unteren Ailette
- 07. April bis 9. Juni – Kämpfe an der Ancre, Somme und Avre
- 09. Juni bis 5. Juli – Kämpfe an der Avre und Matz
- 05. bis 17. Juli – Stellungskämpfe westlich Soissons
- 18. bis 25. Juli – Abwehrschlacht zwischen Soissons und Reims
- 26. Juli bis 3. August – Bewegliche Abwehrschlacht zwischen Marne und Vesle
- 04. bis 16. August – Stellungskämpfe zwischen Oise und Aisne
- 17. bis 25. August – Abwehrschlacht zwischen Oise und Aisne
- 26. August bis 25. September – Stellungskämpfe vor Verdun
- 26. September bis 11. November – Abwehrschlacht in der Champagne und an der Maas
- ab 12. November – Räumung des besetzten Gebietes und Marsch in die Heimat

## Kommandeure
| Dienstgrad                   | Name                                     | Datum                                                         |
| ---------------------------- | ---------------------------------------- | ------------------------------------------------------------- |
| Generalmajor                 | Constantin von Lossau                    | 05. September 1818 bis 21. Februar 1820                       |
| Generalleutnant              | Karl Friedrich Bernhard Helmuth von Hobe | 22. Februar 1820 bis 25. September 1823                       |
| Generalmajor/Generalleutnant | August Friedrich Ludwig von Wrangel      | 26. September 1823 bis 29. März 1830                          |
| Generalleutnant              | Ernst von Pfuel                          | 30. März 1830 bis 29. März 1838                               |
| Generalmajor/Generalleutnant | Peter von Colomb                         | 30. März 1838 bis 1. Dezember 1841                            |
| Generalleutnant              | August von Kanitz                        | 02. Dezember 1841 bis 12. April 1848                          |
| Generalleutnant              | Ludwig Roth von Schreckenstein           | 13. April bis 22. Juni 1848                                   |
| Generalleutnant              | Moritz von Hirschfeld                    | 23. Juni 1848 bis 3. November 1851                            |
| Generalleutnant              | Hans Wilhelm von Schack                  | 04. November 1851 bis 2. Juni 1858                            |
| Generalleutnant              | Ferdinand von Kleist                     | 03. Juni 1858 bis 8. Januar 1864                              |
| Generalleutnant              | Wilhelm Hiller von Gaertringen           | 09. Januar 1864 bis 3. Januar 1866                            |
| Generalleutnant              | Philipp Carl von Canstein                | 04. Januar 1866 bis 7. April 1869                             |
| Generalleutnant              | Ludwig von Weltzien                      | 08. April 1869 bis 13. Juli 1870 (mit der Führung beauftragt) |
| Generalleutnant              | Ludwig von Weltzien                      | 14. Juli bis 16. Oktober 1870                                 |
| Generalleutnant              | Ferdinand von Kummer                     | 27. Oktober 1870 bis 25. Januar 1875                          |
| Generalleutnant              | Franz von Zychlinski                     | 26. Januar 1875 bis 17. März 1880                             |
| Generalleutnant              | Karl von Einem                           | 18. Oktober 1880 bis 14. Mai 1883                             |
| Generalleutnant              | Paul von Leszczynski                     | 15. Mai 1883 bis 21. März 1884                                |
| Generalleutnant              | Sigismund von Schlichting                | 22. März 1884 bis 31. Mai 1885                                |
| Generalmajor                 | Richard von Hilgers                      | 01. Juni bis 11. Dezember 1885 (mit der Führung beauftragt)   |
| Generalleutnant              | Richard von Hilgers                      | 12. Dezember 1885 bis 18. September 1888                      |
| Generalleutnant              | Paul von Kropff                          | 19. September 1888 bis 28. März 1892                          |
| Generalleutnant              | Eduard von Münnich                       | 29. März 1892 bis 15. Juni 1896                               |
| Generalleutnant              | Ludwig Hartwig genannt von Naso          | 16. Juni 1896 bis 16. April 1897                              |
| Generalleutnant              | Hermann von Graberg                      | 17. April 1897 bis 21. Mai 1900                               |
| Würt. Generalleutnant        | Karl von Stohrer                         | 22. Mai 1900 bis 8. September 1901                            |
| Generalleutnant              | Paul von Ploetz                          | 09. September 1901 bis 2. Oktober 1906                        |
| Generalleutnant              | Max von Gallwitz                         | 03. Oktober 1906 bis 2. April 1911                            |
| Generalleutnant              | Hermann von Wartenberg                   | 03. April 1911 bis 1. Mai 1912                                |
| Generalleutnant              | Julius Riemann                           | 09. April 1912 bis 4. Oktober 1914                            |
| Generalmajor                 | Karl Wilhelm Vollbrecht                  | 05. Oktober 1914 bis 5. Juli 1915                             |
| Generalleutnant              | Emmerich Raitz von Frentz                | 06. Juli 1915 bis 25. Oktober 1916                            |
| Generalmajor                 | Arthur von Goetzen                       | 26. Oktober 1916 bis 14. September 1917                       |
| Generalleutnant              | Gerhard Tappen                           | 15. September 1917 bis 11. Januar 1919                        |
| Generalmajor                 | Walter Heym                              | 12. Januar bis 26. April 1919                                 |